# Michał Rogoż
Michał Mateusz Rogoż – polski bibliotekoznawca, bibliolog, dr hab. nauk humanistycznych, pracownik naukowy Instytutu Nauk o Informacji Uniwersytetu Komisji Edukacji Narodowej w Krakowie.

## Życiorys
W 1998 r. ukończył studia bibliotekoznawstwa i informacji naukowo-technicznej w Wyższej Szkole Pedagogicznej im. Komisji Edukacji Narodowej w Krakowie, w 2006 r. obronił pracę doktorską pt. Czasopisma dla dzieci i młodzieży Instytutu Wydawniczego "Nasza Kasięgarnia" w latach 1945-1989. Kultura, literatura, świat wartości, której promotorem była prof. Halina Kosętka, w 2016 r. habilitował się na podstawie pracy zatytułowanej Fantastycznie obecne. Anglojęzyczne bestsellerowe cykle powieściowe dla dzieci i młodzieży we współczesnej polskiej przestrzeni medialnej. Został zatrudniony na stanowisku adiunkta i dyrektora (p.o.) w Instytucie Informacji Naukowej i Bibliotekoznawstwa na Wydziale Filologicznym Uniwersytetu Pedagogicznego im. Komisji Edukacji Narodowej w Krakowie.
Jest profesorem nadzwyczajnym Instytutu Nauk o Informacji Wydziału Filologicznego Uniwersytetu Pedagogicznego im. Komisji Edukacji Narodowej w Krakowie.
Jest prorektorem Uniwersytetu Komisji Edukacji Narodowej w Krakowie.
Został członkiem i członkiem zarządu Komisji Prasoznawczej na Oddziale Polskiej Akademii Nauk w Krakowie.